# けものみち (漫画)
『けものみち』は、暁なつめ原作、まったくモー助・夢唄作画による日本の漫画。キャラクターデザイン・キャラクター作画をまったくモー助が、ネームと背景その他を夢唄が担当している。『月刊少年エース』（KADOKAWA）にて、2017年1月号から2024年10月号まで連載された。
2019年10月から12月まで「旗揚!けものみち」のタイトルでテレビアニメが放送された。

## あらすじ
ケモノ好きな覆面プロレスラー、「ケモナーマスク」こと柴田源蔵は、試合開始前（アニメ版では試合途中）に突然異世界に召喚され、姫巫女に「魔王と魔獣を退治して欲しい」と頼まれる。だが、ケモノ退治を依頼されたことに怒った源蔵は、姫にジャーマン・スープレックスをキメて城から逃亡する。
クラスタの街で狼獣人の少女シグレを借金取りから救い、魔獣を殺さず手なずける「魔獣ハンター」として資金をためて、レスラー時代からの念願であったペットショップ「けものみち」を開店した（アニメ版では開店前の資金集め段階）。しかし、異世界ではペット文化が無く、また源蔵がなついたペットを手放そうとしないため、店は閑古鳥が鳴く状態になる。
そんな赤字続きのペットショップ「けものみち」に、大食いドラゴン娘の花子を腹いっぱいの食事を給料として店員に雇い、その従者でヴァンパイアのカーミラも居候することになり、騒々しくも獣まみれな毎日が繰り広げられる。

## 登場人物
声の項は特記がない限り、テレビアニメ版の声優。演の項は特別実写再現動画「今週のけものみち」の出演。

### けものみち関係者
柴田 源蔵（しばた げんぞう）
声 - 小西克幸 / 演 - HARASHIMA
本作の主人公。「ケモナーマスク」のリングネームで活動するケモノ好きの覆面プロレスラー。得意技はジャーマン・スープレックス。性別・種族を問わずケモノを愛し、多くの人にケモノの素晴らしさを広めようと思っている。普段の振る舞いこそ敢闘精神に溢れた好青年であるが、ケモノに対する執着は度を越しており、後述の魔獣ハンターなどに対する仕打ちをはじめ、全裸で水浴びしていたシグレより偶然そこにいたユニコーンの方に着目するなど、ケモノのことが絡むとすぐに暴走する。特にケモノを害する者には不寛容かつ容赦がなく、相手が誰であろうと徹底的に懲らしめようとする。反面、ケモノが絡まない事柄には冷淡かつ消極的である。
プロレスに対するこだわりも強く、レスラーとしての矜持やポリシーに基づいた行動を見せることも多い。ルーミアによる鑑定では、種族名は「人種」ではなく「レスラー」である。
元の世界で試合開始前（アニメ版ではMAOとの試合中）に突然勇者として異世界（エドガルド王国の城・召喚の間）に召喚され、そこに存在する獣人や半獣人・魔獣のこともケモノと認めて愛するようになる。超常的な膂力を持つ種族と互角以上に戦うなど戦闘能力は高いが、その性癖から魔獣を殺さないうえ、魔獣を狩るハンターの妨害をするため、魔獣ハンター組合では浮いた存在となっている。魔獣を簡単に制圧することから付けられた魔獣殺しの異名を激しく嫌っており、呼んだ者については容赦なく制裁している。
ひろゆき
声 - 末柄里恵 / 演 - るびん（豆柴）
源蔵とともに異世界に召喚された小型の雑種犬。その小さく可愛らしい姿はこの世界では希少であり、雑誌取材や写真撮影で「けものみち」の売り上げを支えている。希少価値の高さ故にしばしば誘拐の対象として狙われる。
源蔵にとっては転移後の世界における最愛のパートナーでもあり、ひろゆきに危害を加えようとする者は例え相手がケモノであろうと実力行使による制裁も辞さない。
BD&DVD特典「けものみちのく」第1話にて試合会場の「ペット禁止」の貼り紙がひろゆきによる粗相が原因と判明する。
シグレ
声 / 演 - 関根明良
狼獣人の少女。会計士の資格を持ち実務能力は高く、「けものみち」を実質仕切っている。借金を返せずエドガーに売り飛ばされるところを源蔵に助けられ、借金を立て替えてもらっているため、完済するまでの期間は「ご主人様」（アニメ版では「源蔵さん」）と呼ぶ約束をしている。貧乏生活が長かったため、金と食べ物には意地汚い。赤字の元凶である源蔵やカーミラには時々キツい言動を放つ。嗅覚に優れ、臭いで種族を見破れるため花子がドラゴンハーフと自称していること、さらには魔王配下の高位貴族であることも薄々気がついているが、面倒ごとに巻き込まれたくなくて知らないふりをしていた。セリスの特訓や食料品の特売で持ち前の素早さを生かすことがある。
アニメでは源蔵が叩きのめした冒険者たちの武器を「落ちていた」と称して拾い集めては武器屋に売っている。この描写は漫画にも逆移入されている。
花子
声 - 八木侑紀
本名はファフニール・ギルドメラグ・リンダブレア。人化したドラゴンにして魔王配下四大公爵家であるファフニール家の長女であるが、素性を隠してドラゴンハーフを自称している。悪食かつ大食いで、特に肉には目が無い。オーク肉ばかりの食事に飽きて家出し、美食を求めて街にやって来た。腹いっぱいの食事を給料として源蔵に雇われ、花子と名付けられる。幼い見た目に反して体重は異様に重い。
アルテナが「けものみち」を訪れた際に源蔵が勇者候補であり、本来自分たちと敵対する存在であることを知ったが、源蔵本人は獣人や魔獣に対して友好的なのでそのまま家族同様に暮らしている。
ファフニール家の者であると明かした際に源蔵と決闘をし引き分けたが、命の危機を感じた花子は何でも願いが叶うとされる宝珠を体に宿し産んだ。
カーミラ
声 - 櫻庭有紗 / 演 - 赤井沙希
フルネームはヴァンシュタイン・カーミラ。花子の従者を務めるレッサーヴァンパイアである。素性を隠しているつもりだが、アホの子であるため、素性を隠しきれていない。頭が半デッドで記憶力が悪い。花子を追って街を訪れ、源蔵たちを消そうとするも返り討ちに遭い、花子に付いて「けものみち」で居候することになる。ケモミミも尻尾も持たないことから源蔵による扱いは冷たく、事あるごとにプロレス技をかけられる。また、花子への行き過ぎた主従愛があるたびに花子からも制裁される。負傷した後には庭の不浄の土（ひろゆきにとってはトイレ）に埋まって傷を癒やしている。髪の毛は呪いの触媒としての価値がある。吸血鬼なので霧やコウモリや狼に変身可能だが、一度狼に変身した時源蔵に気付かれないままモフられ、それ以降源蔵の前では変身しない。
ジーク
声 - 津田健次郎（オーディオコメンタリー）
蟻獣人。言葉を話さず黙々と雑用をこなす。登場回数は多いが、作中で一切の言及が無いため詳細は不明だった。しかしクビナガギドラ討伐に向かう船上で、漁師、バーテンダー、刀鍛冶、ひよこ鑑定士、農家、美術講師、医者、タイル職人、配管工、政治家秘書といった多彩な職歴や、本名がジークフリートであることが明かされた。本来、勇者にしか使えないはずの光魔法を使用する。カーミラ以外の人間に対しては触角を接触させることで意思疎通が可能。「ちょっと世界を救いに」留守にすることがある。
アニメ版ではハンターギルドの酒場で源蔵と同席してから一緒に行動している。

### 魔王配下四大公爵
魔王配下の貴族で魔獣たちを従える。竜種のファフニール家、吸血鬼種のドラキュリアス家、狼種のフェンリル家、スキュラ種のヒュドラー家。それぞれ火・土・風・水の属性を司り、魔王居住地の四方に勢力を持っている。四大公爵家に認められた者は魔王に会う資格がある。
ラピス
魔王。フルネームはラスト・ピルグリム・アビス。見た目は角の生えたメスガキ。勇者に狙われ配下の家臣たちも勇者に屈していくため、身分を隠し人種貴族の戦闘魔物として飼われていた。お互いの素性を知らないまま源蔵と対戦して敗北しバサラ伯爵のものとなるが、源蔵と一緒に脱走した。「けものみち」に帰った際にお互いの正体に気が付き、封印を解いて源蔵と対決するが敗れる。
フブキ
名はフェリシア。レアな狼系一族にして四大公爵家であるフェンリル家の令嬢。真面目でおとなしい性格をしている。家の儀式「一匹狼」の途中、カーミラに連れられて「けものみち」にアルバイトとして入社するが、花子の後輩として仕事に慣れて正社員へ昇格する矢先、登場したシスコンのお兄様によって再教育のために家へ連れ戻される。
お兄さま
名前は不明。フェンリル家の狼系獣人でフブキの兄。家を飛び出したフブキを連れ戻しにやってきた。源蔵との対決は1勝1敗。フブキとの対決では、卑怯な戦法を身に付けたフブキに敗れたが、再教育するためフブキを家に連れ帰る。
イオアナ
声 - 雨宮天
フルネームはドラキュリアス・ロスト・イオアナ・イオネスコ・アドリアン・ウルジカ。四大公爵家であるドラキュリアス家の娘。
ヴァンパイアの最上位に立つ「真祖」であり、幼少時から花子ことリンダブレアをライバル視している。かつて、カーミラの代わりに自身の息のかかったヴァンパイアを花子のもとへ派遣しようとローゼとカーミラの決闘の場を設け、ローゼの勝利を経て花子に土下座までさせたが、そのことから花子に「ファフニール家の名誉回復」という名目（実際はカーミラの敵討ち）で次期当主としての決闘を申し込まれ、真の姿を現した花子によってローゼ共々叩きのめされる。
勇者であるケモナーマスクを倒すためMAOを召喚する。勇者打倒のためMAOや配下の魔物たちと（第2回）格闘技大会で源蔵たちに挑むも敗北する。
元はアニメオリジナルキャラだったが、54話以降漫画にも登場。ドラキュリアス家を継ぎ、領地をファフニール領よりも豊かにするため奮闘している。
ローゼ
声 - 葵井歌菜 / 演 - 山下実優
イオアナの従者を務めるエルダーヴァンパイア。種の中でもかなり優秀な存在。自身より下位のレッサーヴァンパイアにして能力も劣るカーミラのことを見下している。カーミラにとっては因縁の相手となる。
MAOと源蔵により催されたプロレス五番勝負では、当然のことながらカーミラと対戦。一瞬の隙をつかれてカーミラにかけられた技で気絶、敗北寸前まで追い込まれるが勝利を確信し油断したカーミラがフォールを行わなかったため、逆転勝利を収めた。
元はアニメオリジナルキャラだったが、55話以降漫画にも登場する。
アマンダ
フルネームはヒュドラー・ロリエッタ・アマンディーヌ、四大公爵家であるヒュドラー家の当主。上半身はロングヘアーの女性、下半身はタコ足のスキュラ。領海に住む魔獣、ギドラ討伐をハンターに依頼するためクラスタにやってきた。魚屋で刺身を購入する源蔵と出会い、ケモナー仲間になる。魔王配下公爵であるが、頭脳担当であるため戦闘力は余り無い。
ギドラ問題が解決した後も、因縁のあるデミオがヒュドラー領に居るため、クラスタの街に留まっている。
ファフニール公爵
花子の父。宝珠を産んだ花子の様子を見に「けものみち」を訪れたところ、源蔵に口説かれる。源蔵たちをファフニール領へ連れていき、ファフニール家の試練を受けさせる。
アナスタシア
花子の母。夫ともども源蔵に口説かれるが、矛先をクロエに向けさせることに成功する。
クロエ
ファフニール家の女騎士団長。努力を重ねて今の地位に登りつめたが、強すぎて男が寄り付かず将来に不安を抱えている。ファフニール家の試練で源蔵と試合し敗北したのちにクラスタの街に引っ越す。

### ハンター組合
ギルドマスター
声 - 蓮岳大 / 演 - ヨシヒコ
魔獣ハンター組合（ギルド）のマスター。源蔵の性癖と人格はともかく、腕だけは認めている。源蔵が組合内で起こすトラブルに頭を痛めている。
アニメ版では闘技大会のレフリーを務める。
陽炎（かげろう）
声 - 福島潤 / 演 - 渡瀬瑞基
ハンターギルド最強のパーティー名で男性1人、女性3人の編制。話の途中で源蔵のジャイアントスイングを食らう。
アニメ版では男性リーダーの個人名で、源蔵の前で魔獣狩りを公言するたびに叩きのめされては、たびたび高価な剣をシグレにパクられるというかませ犬キャラになっている。
魔法使い
声 - 末柄里恵
とんがり帽子を装着している。髪は明るい赤。
神官
声 - 雨宮天
フェロニエールを装着している。髪は明るいピンク。
弓使い
声 - 櫻庭有紗
羽根飾りを装着している。髪は明るい緑。
セリス
声 - 古賀葵 / 演 - 山下実優
先祖返りによってリザードマンの特徴である鱗が腹と背中に生じた女性。ハンター組合で「半魔獣」と馬鹿にされ、実力をつけて見返すため源蔵に弟子入りする。源蔵から一番弟子として与えられたリングネームは特盛セリス。
ウェイトレス
声 - 鳴海まい
ハンターギルドの酒場で働く女性。ギルドのシンボルマークが小さく入った帽子を着用。
アニメ版では源蔵の初クエスト成功時に初登場し、アイキャッチには帽子無しで登場。シグレの相談相手をしたり出番が増える。
ハンター
クラスタのハンターギルド所属のハンターたち。街一番の荒くれの集まりだが、源蔵から見れば貧弱な人間の扱いとなる。
アニメ版では5名の登場頻度は高く、1回目の闘技大会にファイトマネー目的で出場する。
ハンター1
声 - 木村昴
肩パッドの大剣使い。髪は赤。
ハンター2
声 - 斉藤隼一
フードの短剣使い。髪は薄緑。BD&DVD特典「けものみちのく」第3話に登場。
ハンター3
声 - 財満健太
軽装な弓使い。髪は濃茶。BD&DVD特典「けものみちのく」第3話に登場。
ハンター4
声 - 天野宏郷
ローブの魔法使い。髪は黒。
ハンター5
声 - 藤井隼
鎧を着た盾役。髪は薄茶。

### エドガー一味
エドガー
声 - 武虎
左目に眼帯をした人種の金貸し。借金を払えなくなったシグレを連れ去る途中で源蔵に奪われた。
アニメ版では出番が増えており、ひろゆきを捕獲してマリア父に売り飛ばした際には、店を成金趣味に改築して勝利の酒を味わっていた所、激怒した源蔵が乗り込んで来て、ヴォルフガングやミーシャ共々叩きのめされる。
ヴォルフガング・フォン・クラフトマン
声 - 松田健一郎
エドガー一味の狼獣人。屈強な肉体とふわっふわの体毛を持つ。ガタイの良い源蔵とひろゆきの珍しい風貌に価値を見出し、奴隷として売り飛ばそうと接近するが、その容貌に惚れて暴走した源蔵に拘束・愛撫され、気持ち良さでノックダウンしてしまったことがトラウマとなっている。
アニメ版では出番が増えており、さらにひろゆきを捕獲しようとしてジークに撃退され、トラウマが追加された。愛称はボンちゃん。
ミーシャ
声 - 集貝はな / 演 - 中島翔子
エドガー一味の猫獣人。ヴォルフガングの妹分で、兄貴と呼び慕っている。じゃじゃ馬ならぬじゃじゃ猫な性格。右腹に魚の骨を型どった刺青がある。
アニメ版では出番が増えており、兄貴にトラウマを植え付けた源蔵に対する敵意と、兄貴を源蔵から守ろうとする姿が見受けられる。

### その他
エドガルド・ラティス・アルテナ
声 - 末柄里恵 / 演 - 坂崎ユカ
エドガルド王国の王女にして姫巫女。ケモナーマスクを勇者として召喚するが、その際に魔王の討伐だけでなく魔獣の退治も依頼したため、怒った彼からジャーマンスープレックスに遭い、大勢の面前で尻を晒した。それ以降、城では影で「尻姫様」と呼ばれている。源蔵の居場所を突き止めた後はクラスタの別邸に移り、魔王討伐を再三要請するも断られてジャーマンスープレックスを受け続け、ついには一般人にも「尻姫様」と呼ばれる羽目になる。
アニメ版では出番が増えている。ひろゆきがエドガー一味によって売り飛ばされた際には、自身の打算もあるが権力を使わず自身の貯金で買い戻そうとしていた。2回目の闘技大会に覆面を被りセーブ・ザ・クイーン・アテルナとして参戦し、方向性はともかくプロレスに惹かれる。プロレス未経験ながらも見事な受け身やキレのある技によって独特なセンスを感じさせると同時にマゾヒズムに目覚めつつある。
クラウス / クラスタ銀行の人
声 - 深町寿成
クラスタ銀行の担当者の男性。かけているメガネを触る癖がある。ペットショップを出す資金の不足分を借入していたが、花子のドラゴンスケイルを渡して店の借金完済する。
アニメ版ではペットショップの開業に必要な、国との開業契約金の融資を相談し、借入に必要な自己資金について助言を与え、闘技大会の開催を提案し、そのスポンサーを務める。闘技大会の観戦で興奮する様子を、シグレに指摘されるとすぐ否定する。
コボルト妻
声 - 皆川純子
けものみち関係者の隣に住むコボルト種のメスで、主人と20匹超の子供がいる人妻。源蔵に相当気に入られており、本人も彼の口説き同然の称賛を満更でもなさそうに受けて、まるで昼ドラのような展開になる。アニメではグルーミングに時間を掛け、トリミングするようになり、ネイルやシャンプーに変化が現れる。
筋肉大好き少女
声 - 琴坂みう
常軌を逸した筋肉フェチの少女。素敵な体をしたパンイチの怪人ことケモナーマスクを目当てに、夜中に一人で出歩く。その本性は源蔵の反面教師となる。
アニメ版では源蔵との接触は無く、シグレが1回目の闘技大会中に開いたグッズショップで、マッスルマシマシな注文する。2回目の闘技大会はシグレのグッズショップが無いことを知りガッカリしてその場を去る。
バサラ伯爵 / マリア父
声 - 堂坂晃三
けものみちにグリフォンの購入のため来店し、購入目的が魔獣バトルだと知った源蔵により成敗される。
のちに成り行きで、バトル用の魔獣扱いとしてレスラー種の源蔵をオークションで買うことになる。王家が引き取りに来る直前に秘かに源蔵を逃がす。
アニメ版では後述のマリアの父親として登場。ひろゆきをエドガー一味による盗品と知らないまま大金で買い取った。マリアへの溺愛ゆえの行為だったが、結局はシグレのへそくりで買い戻せる額まで下げる。
女エルフ
源蔵を覗きで通報した女性。被害届を取り下げて源蔵を受け入れようとする。しかし覗きの目的は女性ではなく女性の飼い猫だった。別の時には源蔵に「男にしてくれ」とせまられるが、それは獣への変身魔法を教えてくれというものだった。
アークライトさん
レアな豚獣人。たびたび源蔵に拾われ、食材やカーミラが保存していた高級酒を飲み食いする。
借金を肩代わりしてあげた姉妹
金貸しエドガーに借りた10万イェンが返済不能となり、ヴォルグガングとミーシャによって姉が見世物小屋へ連れられる所を、花子が借金の肩代わりする。借金の目的はレースの軍資金だったが、レースに勝つとヴォルグガングとミーシャは姉妹の荷物持ちとなり、その態度も姉妹そろって横柄になる。
ベリジット・ローズマリー
名家ベリジット家の姫騎士。通称ローズ。人を見る目には自信があると自称するが、他人はそうとは思わない。病気の弟（ベリジット家次期当主）のため、魔法薬の材料になるジュエルジャイアント頭部の宝石を入手し、弟が快方に向かった功績は、国からの叙勲に値すると報道される
ルーミア
フルネームはフィリニオン＝メリディアーナ＝ルーミア。ファフニール家の商売敵であるフィリニオン家のサキュバス族。カーミラと同レベルの美貌と頭脳を持つ。源蔵たちを魔族領サキュバスの里に招待して、サキュバスの里で依頼をこなして以来、源蔵をたらし込むためクラスタの街に住み着き、けものみちに毎日遊びに来るようになる。

### アニメオリジナル
MAO（マカデミアンオーガ）
声 - 稲田徹 / 演 - MAO
ケモナーマスクの宿敵であるプロレスラー。デビュー以来無敗を誇っていたチャンピオン級の実力者だが、ケモナーマスクとの初試合で連勝記録を止められて以来彼にだけは一度も勝てたことがなく、「打倒ケモナーマスク」のみを目標に掲げて鍛錬に励んできた。試合中にケモナーマスクが消えて悶々とした日々を送っていたある日、自宅にこもって編み物に勤しんでいたところをイオアナたちによってヴァンパイア城・謁見の間に召喚され、尋ねられて答えた名の「MAO」を「魔王」と勘違いされるが、気にせず彼女たちに同行する。
モデルはDDTプロレスリング所属のMAO。アニメオリジナルであるが漫画にも一コマ登場する。
ビック西郷
声 - 木村昴
ケモナーマスクのマネージャーを務める男性。忙しなくそして切り替えが早い人物。ケモナーマスクが試合中に消えた後、女子プロレス担当となる。
オークキング
声 - 小野大輔
周囲の村の畑を荒らしていたオークの族長。紳士的な口調で話すも力がすべてという性格をしている、源蔵との一騎打ちで敗れてキングの座を譲るが、人里を害さないようにオークの長を任される。街のために美化運動をしている所を、闘技大会に誘われ参戦する。MAOがオーク集落を襲撃して、源蔵の居場所を聞き出そうとしても話さなかったりと紳士的な行動をとる。
コボルト夫
声 - 安元洋貴
コボルト妻の夫。妻に言い寄る源蔵のことを間男と勘違いして喧嘩を繰り広げたことから過去の熱き血潮を甦らせ、1回目の闘技大会ではセリスと対戦し、ギルドマスターによる高速カウントの犠牲となり遺恨を残す。2回目の闘技大会ではオークキングとのタッグで出場して勝利する。若い頃は金のリーゼントを決めていた。
オークサイゴー
声 - 木村昴
闘技大会の実況を担当したオーク。ケモナーマスクのマネージャーと似たような名前、似たような髭を持つ。陽炎の事をミスターサンドバッグとかエセ勇者と紹介する。話術だけでなく集落を襲撃したMAOの似顔絵を上手に描ける面を持つ。
オークビッグ
声 - 藤井隼
右目に眼帯をしたオーク。源蔵が強い奴を指名した時、出て行こうとしてオークキングに制裁を受ける。1回目の闘技大会にオークキングとのタッグで出場する。
BD&DVD特典「けものみちのく」第2話・第4話にオークAと一緒に登場する。
マリア
声 - 結木美咲
ひろゆきをカトリーヌと呼んで可愛がる貴族の少女。源蔵がひろゆきを飼わせても良いと思うほど優しい性格をしており、愛犬との別れに涙する源蔵に自分を重ねてひろゆきを返したため、感動した彼から時々会いに来ることを許される。

### 魔獣
源蔵が捕獲したペットから魔境に棲む魔獣まで。
ケルベロス
群れで街に近付こうとした所、ハンターたちの助っ人として現れた源蔵に制圧される。
BD&DVD特典「けものみちのく」第1話に登場して、ケルベロスのボスの頭3つがそれぞれ別々に喋る。
ヨシコ
源蔵がハンターギルドの初クエストで捕獲したサラマンダー。
軍隊猿
相当な数の群れで敵意を持ち現れるが、源蔵が用意したリンゴにより懐柔される。ネーミングの由来はドラゴンクエストから。
マミ
シグレが湖で水浴びをしている時に出逢ったユニコーン。
マサオ
声 - 櫻庭有紗
人に懐かないと言われるクー・シー。寝ている姿を源蔵がひたすら眺める。
ドラドラドゴラ
声 - 末柄里恵
引き抜くと尋常ではない鳴き声のする植物。根っこの見た目は人型だがお世辞にも可愛いとは言えない。花子に葉っぱ以外食べられてしまう。
子ガルム
声 - 櫻庭有紗
可愛いガルムの子供。イオアナ一行の前に現れてMAOに懐こうとするが、MAOは動物を苦手とする様子を見せる。2回目の闘技大会後、ペットとして源蔵に飼われる。
あけみ
声 - 葵井歌菜
尻尾が2本生えている猫又。源蔵の告白するような言葉と煮干しでペットに加えたが、シグレがすぐに追っ払い、去っていく。ただの火遊びという説。
アニメ版ではシグレに追っ払われた後、ペットとして登場し源蔵にエサを貰う。
響子
声 - 末柄里恵
雌のグリフォン。種の習性によって育児放棄される前に源蔵が連れ去り、花子に狙われることもなく、立派に成長して食費がかさむ原因となる。
彩音
血が好物な雌のブラッディフェレット。源蔵が魔境を散歩中に拾ってくる。旦那が彩音を探しに街までやって来て、無事に再会を果たす。
信玄
声 - 斉藤貴美子
ヒル・マイナ・スカベンジャーという種類の九官鳥をモチーフにした魔獣。高齢男性客に紹介するペットとして初登場。賢くて人語を話せるが、性格の悪さにより、シグレに余計な発言をして絞められかける。
アニメ版では源蔵のアルバイト中に拾って初登場。闘技大会のリングアナを務め、2回目の闘技大会ではアルテナとローゼに対する辛辣なツッコミ役もこなす。
信一
花子に求婚してきた若い雄のワイバーン。お見合いの結果、結婚は叶わなかったものの、花子と親しい関係になり、呼び立てれば飛んで来て、魔族領サキュバスの里への移動手段となる。
楓
雌のブラックタイガー。エビではなくトラ。お金持ちの女性が新しい飼い主となるが、シグレ自身も飼われようと持ちかける。
デカパイ
源蔵が砂地で発見した新種の蜘蛛。デザート・カカオ・スパイダーを省略した呼び名。ガルーダの卵を入手する際にも役立つ。
ガルーダ
神の鳥と呼ばれる希少種。その稀少な卵を入手するため、源蔵は雛になりすまして、ハンターを襲い出したり、そのまま野生化してしまう。
マンティコア
雌で推定年齢24歳。花子に獲物を横取りされたり、カーミラに背後から襲われたり、源蔵に説得されたりして、森の奥に移住する。
真理絵
魔境に生息するレアなカーバンクル。宝石を捕食する姿には、普段とのギャップに源蔵もドン引き。ジュエルジャイアントを呼び寄せる力を持つ。
ジュエルジャイアント
魔境に年に一度出現する謎の魔獣。正体は宝石で造られたゴーレムである。
恵
バクレツトカゲと言う種類の爬虫類。頭に導火線のような物が付いているのが特徴。
優香
バニー・ザ・グリムリーパーという種のウサギ型魔獣。驚かすとショック死する程に臆病な反面、長く鋭い耳で獲物を一瞬で葬るため死神の名を持つ。
ラッシー
左角が折れたブラックドラゴン。サキュバスの里の裏山を縄張りにして木々を食い荒らす。花子の弟のような存在で、過去に花子の味見でトラウマとなったが和解。そして源蔵が撫で回し新たなトラウマとなる。
カイザーゴリラ
源蔵が街中で子供の書いた依頼書を見たのをきっかけに挑んだ森の王者とも呼ばれる魔獣。集団で襲ってくるがボスと一騎討ちになる。源蔵はケモノ愛が強いため打撃は与えられないが、関節技でボスに勝利してゴリラたちと仲良くなる。
クビナガリザードクラーケンギドラ
3つの首と羽を持ち、触手と怪光を武器に海を支配する大魔獣。「すぺぺぺぺ」と鳴く。元は人間のデミオだったが、恋人だったはずのアマンダの祖先により魔獣化する薬を飲まされた。ヒュドラー公爵領領海で活動するため漁獲量が減少しており、このためにアマンダがハンターへの依頼のためクラスタにやってきた。源蔵たちの捕獲作戦に同行したジークの謎パワーによって人間の姿に戻った。「クビナガギドラ」あるいは「ギドラ」と略されることもある。以前カーミラが源蔵に対し、虚偽の魔王像を説明した際のモデル。

## 用語
エドガルド王国
けものみちの舞台となる異世界。建物や人々は中世風でも、テレビやカメラなど近代の道具が存在する。
自由都市クラスタ
源蔵たちが居住する街の名前。召喚された源蔵が城から離れ流れ着いて、シグレやエドガー一味と出会う。エドガルド王国に属し、王女アルテナの別邸が所在する。
魔境
大陸の大部分を占める未開の地。ほとんどの種類の魔獣が生息する危険地帯。魔素の濃い奥地には、強力な魔獣が生息する。
魔獣殺し
源蔵に付いた本人にとって不名誉な通称。花子とカーミラは、セリスの弟子入り直前にこの通称を聞き、源蔵とシグレの過去のハンター業を知る。
アニメ版ではケルベロスを制圧する源蔵を見たハンター5によって名付けられ、ハンターギルドに知れ渡る。
イェン
異世界における通貨の単位。金貨にはエドガルド王国の王女アルテナの肖像を用いる。
クラスタ銀行
源蔵が店を構えるのに必要な資金を貸し出してくれる銀行。
アニメ版では源蔵とシグレが融資を受けるために行き、クラウスと窓口ではなく個室で相談する。闘技大会のスポンサーである。
マリモでも分かる魔獣大全
源蔵が異世界における魔獣の知識を得る書物。ドラゴンハーフやヴァンパイアについての出典元となる。
レスラーの正装
ケモナーマスク姿の事。覆面にパンイチ、ひろゆきとお揃いのチョーカー、爪の付いたグローブとシューズ、そして赤いマント。異世界において源蔵が何かを決意するとこの姿になる。
竜種の見合い
結婚相手を決める儀式で、睨み合い、雄が持参した獲物の大食い、そして決闘の3本勝負となるため、人種の知ってる見合いとは異なる。
一匹狼
四大公爵フェンリル家の儀式。ハンターを1人で狩るという内容で、認められれば自由に生きられる。儀式は絶対性はあるが強制性はない。
魔族領サキュバスの里
けものみちから片道3日程度の距離で別名は桃源郷。サキュバス自身で畑仕事や家事などをして生活している。
#ひろゆきめんこい
アニメ公式サイトによるツイッターの推奨ハッシュタグ。

## 制作
暁なつめの別作品『この素晴らしい世界に祝福を！』のテレビアニメ第1期が放送されている当時、KADOKAWAから暁に漫画の連載依頼が寄せられたことが、本作のきっかけである。
まったくモー助と夢唄が暁なつめを原作者として指名した際、まったくと夢唄の描きたいものとそうでないもの、そして暁の描きたいものを組み合わせた結果、本作が生まれた。「けものみち」という題名は、3人と担当編集者が用意したタイトル候補の中から選ばれた。
まず、まったくが最初にプロットと簡易な文字設定を読んだうえで源蔵とシグレ、ひろゆきのラフデザインを描き、それから4人で話し合った内容をもとに、花子やカーミラも含めたキャラクターデザインのブラッシュアップが行われた。
まったくは、暁が自分たち作画担当者の意思を尊重していたため、事前に重要な設定だけ聞き出し、あとは夢唄や担当編集者と相談してデザインした内容を確認する感じであると電撃オンラインによるインタビューに答えており、改善してほしいという要望が出たことはほとんどないと振り返っている。
暁は見せ方に苦労したキャラクターとしてシグレを挙げており、その理由としてツッコミ兼常識人であることを挙げている。まったくもデザインに苦労したキャラクターとしてシグレを挙げており、編集者から地味であると指摘されたものの、注文が抽象的すぎるために困ったと振り返っている。
また、第1話でケモナーマスクがアルテナにジャーマンスープレックスを仕掛ける場面は、プロットの段階から用意されていた。暁はこの場面を導入した経緯について、第1話冒頭でカラーページをもらえるということからお色気場面を用意した結果、このようになったとインタビューに答えている。

## 書誌情報
- まったくモー助・夢唄（漫画、共作）/ 暁なつめ（原作）、KADOKAWA〈角川コミックス・エース〉、全14巻
  1. 2017年4月25日発売[34]、ISBN 978-4-04-105543-4
  2. 2017年10月26日発売[35]、ISBN 978-4-04-105549-6
  3. 2018年7月24日発売[36]、ISBN 978-4-04-107051-2
  4. 2019年1月26日発売[37]、ISBN 978-4-04-107904-1
  5. 2019年9月25日発売[38]、ISBN 978-4-04-108231-7
  6. 2019年11月26日発売[39]、ISBN 978-4-04-108853-1
  7. 2020年6月26日発売[40]、ISBN 978-4-04-109634-5
  8. 2021年2月26日発売[41]、ISBN 978-4-04-110933-5
  9. 2021年9月25日発売[42]、ISBN 978-4-04-111836-8
  10. 2022年5月26日発売[43]、ISBN 978-4-04-112477-2
  11. 2022年12月26日発売[44]、ISBN 978-4-04-113267-8
  12. 2023年11月25日発売[45]、ISBN 978-4-04-113916-5
  13. 2024年7月25日発売[46]、ISBN 978-4-04-114945-4
  14. 2024年10月25日発売[47]、ISBN 978-4-04-115308-6

## テレビアニメ
2019年10月から12月までAT-Xほかにて、『旗揚！けものみち』（はたあげ けものみち、英題：Kemono Michi: Rise Up）のタイトルで放送された。
各話放送後には同局とAbemaTV、YouTubeにて、スーパー・ササダンゴ・マシンとDDTプロレスリング所属選手によるミニコーナー「今週のけものみち」が放送および配信された。
アニメ化にあたって、ペットショップ開店前の話にする、プロレス色を強くするなど、アニメオリジナルの要素が大きくなっている。

### スタッフ
- 原作 - 暁なつめ[7]
- 漫画 - まったくモー助、夢唄[7]
- 監督 - 三浦和也[7]
- シリーズ構成 - 待田堂子[7]
- キャラクターデザイン・総作画監督 - 能海知佳[7]
- 美術監修 - 大西穣
- 美術設定 - 坂本竜
- 美術監督 - 榛名恭子
- 色彩設計 - 相原彩子
- 撮影監督 - 松向寿
- 編集 - IMAGICA Lab.[51]、小口理菜
- 音楽 - 滝澤俊輔[51]
- 音響監督 - 亀山俊樹[51]
- 音響制作 - グロービジョン[51]
- 音楽プロデューサー - 植村俊一
- 音楽制作 - 日本コロムビア[51]
- プロデューサー - 立崎孝史、徳村憲一、椛嶋麻菜美、池内矩史、有水宗治郎、谷口博康
- アニメーションプロデューサー - 吉岡宏起、安藤圭一
- アニメーション制作 - ENGI[7]
- 協力 - DDTプロレスリング[51]
- 製作 - けものみち製作委員会[7]（KADOKAWA、サミー、CA-Cygamesアニメファンド、AT-X、角川メディアハウス、日本コロムビア）

### 主題歌
「闘魂（ファイト）！ケモナーマスク」
NoB with ケモナーマスク（小西克幸）によるオープニングテーマ。楽曲製作にはTRYTONELABOが携わっており、作詞をMitsu、作曲を内海孝彰、編曲をTAKTがそれぞれ担当する。
「アネクドット」
ももすももす作詞・作曲・編曲・歌唱によるエンディングテーマ。

### 各話リスト
| 話数   | サブタイトル          | 脚本       | 絵コンテ            | 演出         | 作画監督 |
| ------ | --------------------- | ---------- | ------------------- | ------------ | --- |
| 第1話  | レスラー×召喚         | 待田堂子   | 三浦和也            | 福元しんいち | 栗原学 亀山千夏 槙麻里奈 増井良紀                                                                                  |
| 第2話  | クエスト×魔獣殺し     | 待田堂子   | 福元しんいち 栗原学 | 福元しんいち | 栗原学 亀山千夏 槙麻里奈 増井良紀                                                                                  |
| 第3話  | 家出少女×襲撃者       | 永井真吾   | 佐々木真哉          | 福元しんいち | 石堂伸晴 月面 |
| 第4話  | 魔獣×バイト           | 朱白あおい | 山口美浩            | 山口美浩     | 栗原学 亀山千夏 槙麻里奈 増井良紀                                                                                  |
| 第5話  | ケモナーマスク×MAO    | 待田堂子   | 上原秀明            | 山本辰       | 亀田朋幸 加野晃 古川博之 米豆動画 戯画プロダクション UEC                                                           |
| 第6話  | ポンコツ×ご主人様     | 待田堂子   | 三浦和也            | 福元しんいち | 栗原学 亀山千夏 槙麻里奈 増井良紀                                                                                  |
| 第7話  | 初弟子×めんどくさい人 | 永井真吾   | 増田敏彦            | 山口美浩     | 手島隼人 徳倉栄一 服部憲知 石堂伸晴 島崎望 松下純子 森前和也 監物ケビン雄太                                        |
| 第8話  | ケモナー×興行         | 朱白あおい | 山口美浩            | 山口美浩     | 栗原学 亀山千夏 槙麻里奈 増井良紀 細田萌香 月面                                                                    |
| 第9話  | プリンセス×パンツ     | 朱白あおい | 佐々木真哉          | 佐々木真哉   | 栗原学 亀山千夏 槙麻里奈 増井良紀                                                                                  |
| 第10話 | 金×絆                 | 永井真吾   | 上原秀明            | 伊藤史夫     | Moon-Hee Jeong Yong-un Hwang Seong-won Kang Hyeon-guk                                                              |
| 第11話 | 誇り×忠誠             | 待田堂子   | 増田敏彦            | 佐々木真哉   | 栗原学 亀山千夏 槙麻里奈 増井良紀 細田萌香 Moon-Hee Jeong Yong-un Hwang Seong-won                                  |
| 第12話 | 勇者×魔王             | 待田堂子   | 三浦和也            | 福元しんいち | 栗原学 亀山千夏 槙麻里奈 増井良紀 石堂伸晴 手島隼人 森前和也 Moon-Hee Jeong Yong-un Hwang Seong-won Kang Hyeon-guk |

### 放送局
| 放送期間                                     | 放送時間                     | 放送局     | 対象地域 | 備考                                 |
| -------------------------------------------- | ---------------------------- | ---------- | -------- | ------------------------------------ |
| 2019年10月2日 - 12月18日                     | 水曜 22:00 - 22:30           | AT-X       | 日本全域 | 製作参加 / CS放送 / リピート放送あり |
| 2019年10月3日 - 12月19日                     | 木曜 1:05 - 1:35（水曜深夜） | TOKYO MX   | 東京都   |                                      |
|                                              |                              | KBS京都    | 京都府   |                                      |
|                                              | 木曜 1:30 - 2:00（水曜深夜） | サンテレビ | 兵庫県   |                                      |
|                                              |                              | BS11       | 日本全域 | BS放送 / 『ANIME+』枠                |
|                                              | 木曜 2:35 - 3:05（水曜深夜） | テレビ愛知 | 愛知県   |                                      |
| AT-Xでは同年9月29日に第1話が先行放送された。 |                              |            |          |                                      |

| 配信開始日     | 配信時間                       | 配信サイト |
| -------------- | ------------------------------ | --- |
| 2019年10月2日  | 水曜 23:30 更新                | AbemaTV |
| 2019年10月10日 | 木曜 0:00（水曜深夜） 以降更新 | ニコニコ生放送 ニコニコチャンネル dアニメストア GYAO! ひかりTV バンダイチャンネル J:COMオンデマンド ビデオパス アニメ放題 U-NEXT Amazonプライム・ビデオ DMM.com ビデオマーケット HAPPY!動画 ムービーフルplus クランクイン!ビデオ |

### BD / DVD
| 巻 | 発売日        | 収録話         | 規格品番  | 規格品番   |
| 巻 | 発売日        | 収録話         | BD        | DVD        |
| -- | ------------- | -------------- | --------- | ---------- |
| 1  | 2020年1月24日 | 第1話 - 第4話  | KAXA-7841 | KABA-10801 |
| 2  | 2020年2月26日 | 第5話 - 第8話  | KAXA-7842 | KABA-10802 |
| 3  | 2020年3月25日 | 第9話 - 第12話 | KAXA-7843 | KABA-10803 |

### 実写PV
テレビアニメの放送開始に先駆け、DDTプロレスリング協力のもとで製作された、実写のプロモーションビデオ。2019年6月30日に公開された。
制作スタッフ
- 演出 - 舟木商策
- 音楽 - 日本コロムビア
- 編集 - IMAGICA Lab.
- 協力 - DDTプロレスリング/AbemaTV/椛島麻菜美

キャスト
- ケモナーマスク - HARASHIMA
- MAO - MAO
- ひろゆき - るびん
- 司会 - 村田晴郎

### キャラソン＆CDドラマ
2019年12月18日に日本コロムビアより、『TVアニメ「旗揚!けものみち」キャラソン＆ドラマアルバム“狂竜病は怖いよ!”』のタイトルで発売された。規格品番はCOCX-41003。
収録内容
1. 「旗揚！けものみち」オープニング・テーマ「闘魂！ケモナーマスク（TVサイズ）」 [1:32]
  - 作詞 - Mitsu（TRYTONELABO） / 作曲 - 内海孝彰（TRYTONELABO） / 編曲 - TAKT（TRYTONELABO） / 歌 - NoB with ケモナーマスク（小西克幸）
2. ドキワクEveryday! [4:27]
  - 作詞 - ミズノゲンキ / 作曲 - ヤナガワタカオ / 編曲 - 設楽哲也 / 歌 - シグレ（関根明良）
3. モグモグTasty! [4:09]
  - 作詞 - ミズノゲンキ / 作曲・編曲 - 設楽哲也 / 歌：花子（八木侑紀）
4. ネバギバForever! [3:58]
  - 作詞 - ミズノゲンキ / 作曲・編曲 - 馬渕直純 / 歌：カーミラ（櫻庭有紗）
5. 「旗揚！けものみち」エンディング・テーマ「アネクドット（TVサイズ）」 [1:33]
  - 作詞・作曲・編曲・歌 - ももすももす
6. ドキワクEveryday!　オリジナル・カラオケ [4:27]
7. モグモグTasty!　オリジナル・カラオケ [4:09]
8. ネバギバForever!　オリジナル・カラオケ [3:59]
9. TVアニメ『旗揚！けものみち』CDドラマ「狂竜病は怖いよ！」 [20:39]
  - スタッフ：音響監督 - 亀山俊樹 / 音響効果 - 林佑樹 / 録音調整 - 安部雅博 / 録音助手 - 宮崎愛菜 / 音響制作担当 - 鐘江徹 / シナリオ - 待田堂子
  - 出演：柴田源蔵 - 小西克幸 / シグレ - 関根明良 / 花子 - 八木侑紀 / カーミラ - 櫻庭有紗 / ひろゆき - 末柄里恵 / セリス - 古賀葵